# Fjädergrynna
Fjädergrynna (Odonticium flabelliradiatum) är en svampart som först beskrevs av J. Erikss. & Hjortstam, och fick sitt nu gällande namn av Zmitr. 2001. Odonticium flabelliradiatum ingår i släktet Odonticium, klassen Agaricomycetes, divisionen basidiesvampar och riket svampar.   Inga underarter finns listade i Catalogue of Life.
I den svenska databasen Dyntaxa används istället namnet Leifia flabelliradiata för samma taxon.  Arten är reproducerande i Sverige.